# Brygida Ochaim
Brygida Ochaim (* 1957 in Königshütte) ist eine deutsche Tänzerin, Choreografin und Autorin.
Nach Beteiligung an verschiedenen Projekten hatte sie 1988 ihr erstes Soloprogramm Emboîter – Tanz mit Objekten am Gallus Theater in Frankfurt am Main. Im selben Jahr führte sie erstmals ihre Tanzperformance Loïe Fuller – Danse des Couleurs auf, bei der sie Choreografien von Loïe Fuller neu inszenierte. 1993 folgte mit Irma Vep (Schwarze Paroxysmen) eine Solotanzperformance, die auf Musidora und deren Rolle als Irma Vep Bezug nimmt. Leben und Werk Fullers und Musidoras blieben bis in die Gegenwart Bezugspunkte von Ochaims Arbeit, u. a. bei weiteren Neuinszenierungen von Fuller-Tänzen bei der Biennale Internationale de la Danse in Lyon, beim Festival Nuova Consonanza Accademia Americana in Rom und beim Filmfest München, außerdem mit der Ausstellungskonzeption Loïe Fuller – getanzter Jugendstil für die Villa Stuck in München und verschiedenen Beiträgen in Publikationen. Seit 1976 hat Ochaim an verschiedenen Filmen mitgewirkt. 1995 war sie in dem Film Die Gebrüder Skladanowsky von Wim Wenders und Studenten der HFF München mit einem Tanzauftritt zu sehen. 1996 hatte sie die Choreografie und einen Tanzauftritt in dem Film Das Leben ist ein Spiel von Claude Chabrol.